# عزمي مجاهد
عزمي مجاهد (15 أبريل 1950 - 12 سبتمبر 2020) لاعب كرة طائرة وإعلامي مصري، وحقق على مدار 16 عامًا مع نادي الزمالك ومنتخب مصر لكرة الطائرة 12 بطولة دوري وكأس، و8 بطولات إفريقية و3 بطولات عربية على مستوي المنتخب. وحصل على جائزة أفضل لاعب للكرة الطائرة في إفريقيا عام 1974، وكذلك حصل على جائزة أفضل لاعب في مصر عام 1976.

## سيرته
ولد في الدقهلية، لعب لنادي الزمالك ومنتخب مصر لمدة 16 عامًا. حصل على جائزة أفضل لاعب أفريقي عام 1974. كما فاز بالعديد من الجوائز الفردية والمحلية والقارية كلاعب ومدير. شارك في بطولة الرجال في دورة الالعاب الاولمبية الصيفية 1976. أصبح ابنه أمير عزمي مجاهد لاعب كرة قدم.
وبعد اعتزاله تولّى عزمي مجاهد منصب عضو مجلس إدارة نادي الزمالك خلال الفترة من 1996 وحتى 2005، كما شغل منصب السكرتير العام للزمالك عدة سنوات، ثم مديراً للمركز الإعلامي باتحاد الكرة لأكثر من 4 سنوات، كما عمل كمقدم برامج في برنامج «الملف» عبر قناة العاصمة وكان يُذاع يومي الثلاثاء والأربعاء من كل أسبوع. لاقى مجاهد عدة انتقادات بسبب تصريحاته السياسية خلال فترة عمله كمقدم برامج تلفيزيونية، وفي 2018 نشرت قناة مكملين تسريبًا صوتيًا له مع ضابط مخابرات يُدعى النقيب أشرف الخولي يدعوه فيها لتأييد ما يُعرف بـ صفقة القرن خلال برنامجه.

## وفاته
توفي عزمي مجاهد صباح يوم السبت الموافق 12 سبتمبر 2020 متأثرا بإصابته بفيروس كورونا.